# 泉州公交203路
泉州公交203路是中华人民共和国泉州市境内的一条公共交通线路，全程21.7公里。起讫点为福厦铁路泉州站至埭头公交站，运营时间为福厦铁路泉州站：7:00-20:00；埭头公交站：7:00-20:10

## 历史
- 2007年8月1日，泉州市公用事业局批复泉州市第二公共交通运输发展有限公司关于203路的特许经营权，批准第二公交以特许经营的方式开通203路[1]
- 2007年9月22日，厦门金旅于旧车站向第二公交交付203路运营所需车辆
- 2007年9月27日，泉州市物价委批复203路票价标准
- 2007年9月29日，203路开始试运行[2]
- 2007年10月1日，203路正式开通。初期运营区间为汽车东站-嘉信茂广场，初期运营时间为6:00夏/6:30冬-21:00夏/20:30冬，票价为分段计价¥2.0/人（东湖影院分段）。初期使用车辆为10部金旅XML6922J13C空调柴油客车。[3]
- 2008年3月1日，203路自嘉信茂广场经由堤后路、义全街、天后路延伸至旧车站始发终到。同日，运营时间调整为旧车站6:45-20:15，华侨大学7:00-20:30[4]
- 2010年8月27日，203路取消途径天后路、义全街、堤后路，改为途径民权路、涂门街、新门街至临漳门后原线行驶[5]
- 2011年6月18日，203路取消途径江滨北路、新门街、涂门街、民权路及旧车站，改为途径北清西路、站前南北大道至福厦高铁泉州站始发终到[6]
- 2014年5月13日，203路一部运营车辆于少林路追尾前方的一部10路运营车辆，造成203路该运营车辆前挡风玻璃破损[7]
- 2014年9月3日，一名初中生在乘坐203路闽CY1776时，因司机注意力不集中而在乘客下车时径直开走车辆，造成该名男生于华侨大学站下车时跌倒引发头部受伤[8]
- 2016年3月22日，因北迎宾大道改造后，未设置道路北侧的“华大北门站”，203路自该日起，单向取消停靠该站[9]
- 2017年6月10日，203路票价由一票制¥2.0降为一票制¥1.0[10][11]
- 2018年1月19日，因《泉州交发集团所属企业整合重组方案》印发实施[12]，203路自第二公交划入公交发展（公交集团前身）运营
- 2018年1月28日，203路接手并更换自K207路、K601路退下的6部金旅XML6775J15CN空调LNG客车，同时退役6部XML6922J13C，203路配车数不变
- 2018年2月，203路接手并更换自201路退下的4部金旅XML6775J15CN空调LNG客车，和1部自K702路退下的福达FZ6890UF3G3型柴油空调公交车，并同时退役4部XML6922J13C
- 2018年5月，受缺驾影响，203路退下1部FZ6890UF3G3，配车数降为10部
- 2018年6月27日，203路全线更换为10部大金龙XMQ6802GBEVL2型空调电动巴士，并退下10部XML6775J15CN
- 2020年1月28日，受新型冠状病毒肺炎防控要求影响。203路自当日14:00起暂停运行至2月16日。[13][14]
- 2020年2月17日，203路自该日起恢复运营。[15]
- 2021年7月16日，受城北快速路F匝道施工，北清东路剑影学校路段封闭影响。自该日起203路临时取消停靠北清东路中石油站，改为途径城北路、泉山路南段至花博园站后原线行驶。运营时间、票价不变。[16]
- 2022年1月1日，城北快速F匝道完工通车，203路恢复途径北清东路中石油站，取消途径城北路、泉山路南段。[17]
- 2022年3月16日，因疫情防控要求暂停中心市区范围内所有公交线路运营。203路自当日首班起暂停运营至4月15日。[18]
- 2022年4月16日，203路恢复运营，临时取消停靠黄龙大桥头、潘山市场、丰泽实小潘山校区等站点。运营时间临时调整为双向8:00-18:00。[19]
- 2022年4月18日，203路恢复停靠黄龙大桥头、潘山市场、丰泽实小潘山校区等站，运营时间恢复为福厦铁路泉州站7:00-20:00、华大学生街7:00-20:10[20]
- 2022年8月5日，203路自该日起取消停靠仕公岭站。同日，因泉州东站即将于兴泉铁路通车后拆除，原火车东站更名为黄林新村站。[21]
- 2022年12月30日，自该日起203路往福厦铁路泉州站单向增停蓬莱路口站。同日，潘山市场更名为招贤社区站。[22]
- 2025年3月3日，因优化调整。203路取消途径华大北门、华大学生街。改为途径城东街、安吉路、同兴街、东辅路至埭头公交站始发终到。运营时间调整为埭头公交站7:00-20:00、福厦铁路泉州站7:00-20:10。里程数由16.2增加至21.7公里，票价不变，并增加自微7路（原201路）退下的1部大金龙XMQ6802AGBEVL2，配车数增加至10部。[23]
- 2025年8月19日，因黄龙北大道西华大街路口下穿隧道施工，203路自该日起双向临时取消途径霞美站。[24]

## 站点
| 路线 | 路线 | 路线 | 所在地区、街道 | 所在地区、街道             | 站点名             | 备注                             |
| ---- | ---- | ---- | -------------- | -------------------------- | ------------------ | -------------------------------- |
|      |      |      | 丰泽区         | 联丰大街 原 站前东西大道   | 福厦铁路泉州站     | 起讫站                           |
|      |      |      | 丰泽区         | 黄龙北大道 原 站前南北大道 | 曾坑               |                                  |
|      |      |      | 丰泽区         | 黄龙北大道 原 站前南北大道 | 黄龙大桥头         |                                  |
|      |      |      | 丰泽区         | 北清西路                   | 招贤社区           | 原名 潘山市场                    |
|      |      |      | 丰泽区         | 北清西路                   | 丰泽实小潘山校区   | 原名 糖厂                        |
|      |      |      | 丰泽区         | 北清西路                   | 北清西路           | 原名 森利发                      |
|      |      |      | 丰泽区         | 北清西路                   | 北峰工业区         |                                  |
|      |      |      | 丰泽区         | 北清西路                   | 坑尾路口           |                                  |
|      |      |      | 丰泽区         | 北清东路                   | 泉州博物馆         |                                  |
|      |      |      | 丰泽区         | 北清东路                   | 闽台缘博物馆       |                                  |
|      |      |      | 丰泽区         | 北清东路                   | 清源街道办事处     |                                  |
|      |      |      | 丰泽区         | 北清东路                   | 北清东路中石油     | 原名 剑影学校                    |
|      |      |      | 丰泽区         | 北清东路                   | 科技中学           | 原名 北清东路                    |
|      |      |      | 丰泽区         | 少林路                     | 后茂路口           |                                  |
|      |      |      | 丰泽区         | 温陵北路                   | 温陵北路口         |                                  |
|      |      |      | 丰泽区         | 温陵北路                   | 盛达花苑           |                                  |
|      |      |      | 丰泽区         | 温陵北路                   | 仁风社区           | 原名 信合                        |
|      |      |      | 丰泽区         | 东湖街                     | 泉州华侨历史博物馆 | 原名 东湖影院                    |
|      |      |      | 丰泽区         | 东湖街                     | 侨乡体育馆         | 前往泉州海外交通史博物馆在此下车 |
|      |      |      | 丰泽区         | 东湖街                     | 圣墓               |                                  |
|      |      |      | 丰泽区         | 东湖街                     | 坪山路口           |                                  |
|      |      |      | 丰泽区         | 城华南路 北迎宾大道        | 蓬莱路口           | ↑                                |
|      |      |      | 丰泽区         | 城华南路 北迎宾大道        | 明日广场           |                                  |
|      |      |      | 丰泽区         | 城华南路 北迎宾大道        | 黄林新村           | 原名 火车东站                    |
|      |      |      | 丰泽区         | 城华南路 北迎宾大道        | 火烧桥             | 华大电商园                       |
|      |      |      | 丰泽区         | 城华北路 北迎宾大道        | 华侨大学           |                                  |
|      |      |      | 丰泽区         | 城东街                     | 城东中学           |                                  |
|      |      |      | 丰泽区         | 城东街                     | 体育中心北四门     |                                  |
|      |      |      | 丰泽区         | 城东街                     | 海峡体育中心北门   |                                  |
|      |      |      | 丰泽区         | 安吉路                     | 海峡体育中心       |                                  |
|      |      |      | 丰泽区         | 安吉路                     | 世界城东门         |                                  |
|      |      |      | 丰泽区         | 安吉路                     | 青莲寺             | 原名 浔美                        |
|      |      |      | 丰泽区         | 安吉路                     | 前头               |                                  |
|      |      |      | 丰泽区         | 同兴街                     | 同兴街             |                                  |
|      |      |      | 丰泽区         | 东辅路                     | 埭头公交站         | 起讫站                           |

## 票价
203路计价方式为一票制，全程票价¥1.0，其中：
- 泉通卡普通卡9折，月票卡、敬老卡、爱心卡优惠功能有效
- 可使用泉城通APP及支付宝、云闪付、微信乘车码支付

## 配车
203路配车数总计10部，其中：
- 大金龙XMQ6802AGBEVL2 10部

- 金旅XML6922J13C
（2007.9 - 2018.2）
- 福达FZ6890UF3G3
（2018.2 - 2018.5）
- 金旅XML6775J15CN
（2018.1 - 2018.6）
- 大金龙XMQ6802AGBEVL2
（2018.6 - ）

## 相关
- 泉州公交线路列表